# Tormelin
Tormelin est une ville et une sous-préfecture de la préfecture de Fria dans la région de Boké a l'ouest de la Guinée.

## Population
L'Institut national de la statistique donne comme chiffres de population pour les années 2014 à 2016, respectivement les chiffres de 12 613, 13 077 et 13 454 personnes.